# Cotyclytus
Cotyclytus is een kevergeslacht uit de familie van de boktorren (Cerambycidae). De wetenschappelijke naam van het geslacht werd voor het eerst geldig gepubliceerd in 2011 door Martins & Galileo.

## Soorten
Cotyclytus omvat de volgende soorten:
- Cotyclytus amazonicus (Fuchs, 1975)
- Cotyclytus arriagadai Galileo, Martins & Santos-Silva, 2014[2]
- Cotyclytus basalis (Chevrolat, 1862)
- Cotyclytus cristatus (Chevrolat, 1862)
- Cotyclytus curvatus (Germar, 1821)
- Cotyclytus discretus (Melzer, 1935)
- Cotyclytus distinctus (Zajciw, 1963)
- Cotyclytus dorsalis (Castelnau & Gory, 1841)
- Cotyclytus lebasii (Chevrolat, 1862)
- Cotyclytus magicus (Perty, 1832)
- Cotyclytus niger (Aurivillius, 1920)
- Cotyclytus patagonicus (Bruch, 1911)
- Cotyclytus peruvianus (Schmid, 2009)
- Cotyclytus potiuna (Galileo & Martins, 2007)
- Cotyclytus regularis (Chevrolat, 1862)
- Cotyclytus scenicus (Pascoe, 1866)
- Cotyclytus sobrinus (Castelnau & Gory, 1841)
- Cotyclytus stillatus (Aurivillius, 1909)
- Cotyclytus suturalis (Fuchs, 1963)